# St. Gallus (Rangendingen)

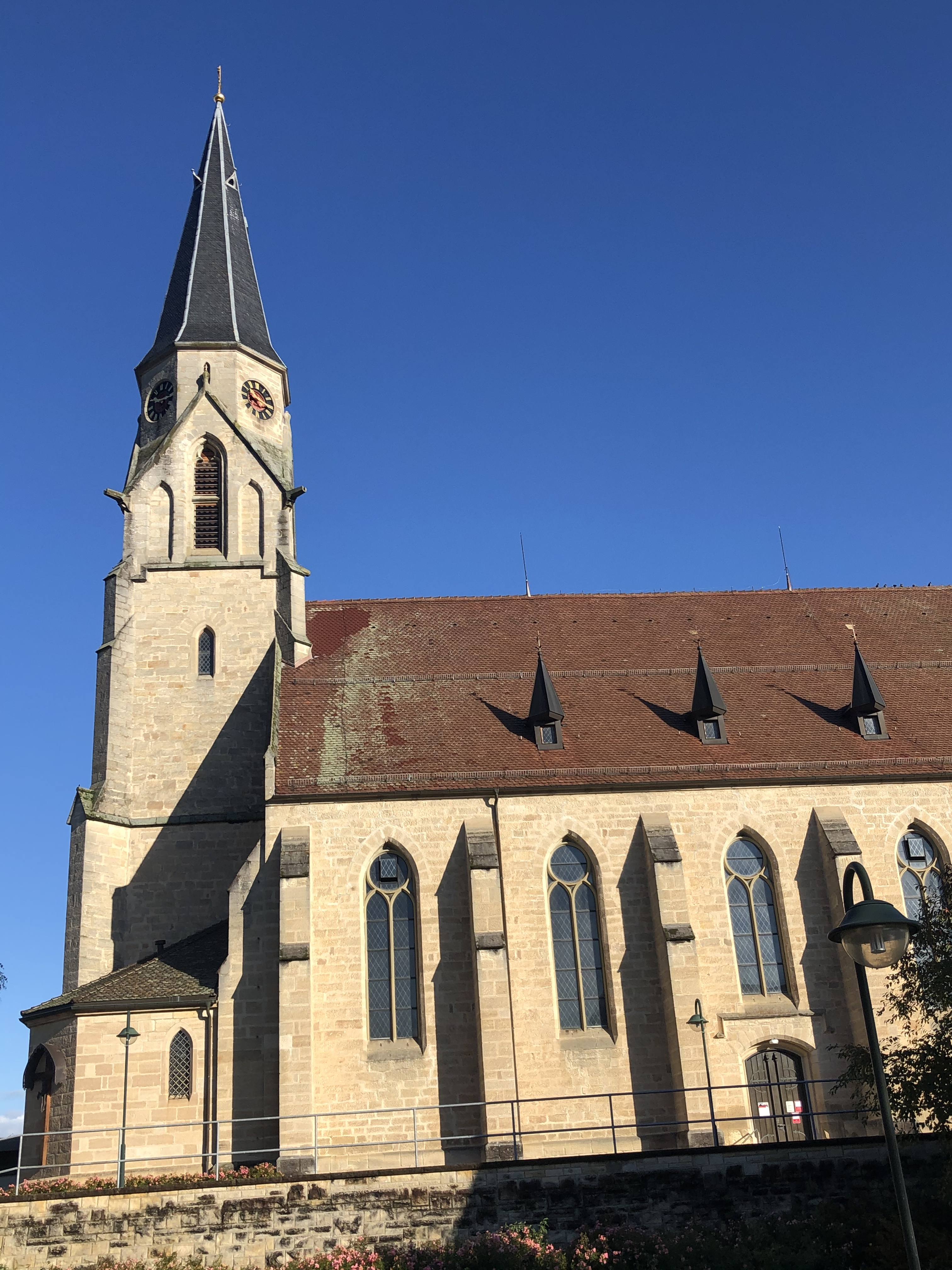
St. Gallus in Rangendingen

Die römisch-katholische Pfarrkirche St. Gallus steht in Rangendingen, einer Gemeinde im Zollernalbkreis in Baden-Württemberg. Die Pfarrei gehört zum Erzbistum Freiburg. Das Bauwerk ist beim Landesamt für Denkmalpflege Baden-Württemberg als Baudenkmal eingetragen.

## Beschreibung
Die neugotische, von Strebepfeilern gestützte Hallenkirche aus Quadermauerwerk wurde nach Plänen von Josef Laur, dem Bruder von Wilhelm Friedrich Laur, erbaut. Ihr aus einem Mittelschiff und zwei Seitenschiffen bestehendes Langhaus ist mit einem Kreuzrippengewölbe überspannt. Im Osten des Mittelschiffs schließt sich der dreiseitig geschlossene Chor an. Der sich nach oben verjüngende Kirchturm steht im Westen vor dem Mittelschiff. Sein oberstes quadratisches Geschoss, das mit Giebeln bedeckt ist, enthält den Glockenstuhl mit fünf Glocken. Am darüberliegenden achteckigen Geschoss sind an vier Seiten die Zifferblätter der Turmuhr angebracht.
Die Orgel auf der Empore wurde 1988 als Opus 147 von Georg Jann gebaut.